# Jimmy McCulloch
James "Jimmy" McCulloch (4 de junho de 1953 — 27 de setembro de 1979) foi um músico escocês, mais conhecido como guitarrista do Wings de 1974 a 1977.
Começou sua carreira aos 11 anos de idade na banda One in a Million. Aos 15, entrou para o Thunderclap Newman, e aos dezoito tornou-se membro do Stone the Crows. Em 1974 foi convidado por Paul McCartney a integrar sua banda Wings, onde permaneceu até 1977. No mesmo ano envolveu-se brevemente em uma reunião do Small Faces, formando depois a banda Wild Horses.
No dia 27 de Setembro de 1979, McCullloch foi encontrado morto por seu irmão no apartamento que tinha em Maida Vale, Londres. Uma autópsia constatou que McCulloch teria sofrido uma parada cardíaca devido à uma intoxicação por morfina e álcool. Ele tinha 26 anos e não era conhecido por utilizar de drogas pesadas. Seu corpo foi cremado e a localização de suas cinzas é desconhecida.